# Diskografija Jim Reevesa
Ovo je iscrpna diskografija američkog country pop izvođača Jim Reevesa.

## Albumi
| 1956.                                                 | Jim Reeves Sings                    | —  | —   | —  |
| 1956.                                                 | Singing Down the Lane               | —  | —   | —  |
| 1956.                                                 | Bimbo                               | —  | —   | —  |
| 1957.                                                 | Jim Reeves                          | —  | —   | —  |
| 1958.                                                 | Girls I Have Known                  | —  | —   | 20 |
| 1958.                                                 | God Be with You                     | —  | —   | 4  |
| 1959.                                                 | Songs to Warm the Heart             | —  | —   | 18 |
| 1960.                                                 | According to My Heart               | —  | —   | 16 |
| 1960.                                                 | The Intimate                        | —  | —   | 10 |
| 1960.                                                 | He'll Have to Go                    | —  | 18  | 15 |
| 1961.                                                 | Tall Tales and Short Tempers        | —  | —   | —  |
| 1961.                                                 | Talkin' to Your Heart               | —  | —   | —  |
| 1962.                                                 | Country Side                        | —  | —   | 8  |
| 1962.                                                 | A Touch of Velvet                   | —  | 97  | 8  |
| 1962.                                                 | We Thank Thee                       | —  | —   | 12 |
| 1963.                                                 | Gentleman Jim                       | —  | —   | 2  |
| 1963.                                                 | International                       | 18 | —   | 5  |
| 1963.                                                 | Good 'n' Country                    | 13 | —   | 7  |
| 1963.                                                 | Twelve Songs of Christmas           | —  | 15  | 3  |
| 1964.                                                 | Kimberley Jim                       | —  | —   | 11 |
| 1964.                                                 | Moonlight and Roses                 | 1  | 30  | 2  |
| 1964.                                                 | The Best                            | 1  | 9   | 1  |
| 1964.                                                 | Have I Told You Lately              | 5  | —   | 8  |
| 1965.                                                 | The Jim Reeves Way                  | 2  | 45  | 5  |
| 1965.                                                 | Up Through the Years                | 1  | —   | 10 |
| 1965.                                                 | The Best 2                          | 4  | 100 | 7  |
| 1966.                                                 | Distant Drums                       | 1  | 21  | 2  |
| 1966.                                                 | Yours Sincerely                     | 3  | —   | 15 |
| 1967.                                                 | Blue Side of Lonesome               | 3  | 185 | 15 |
| 1967.                                                 | My Cathedral                        | 39 | —   | —  |
| 1968.                                                 | A Touch of Sadness                  | 3  | —   | —  |
| 1968.                                                 | Jim Reeves on Stage                 | 5  | —   | —  |
| 1969.                                                 | Jim Reeves and Some Friends         | 18 | —   | —  |
| 1969.                                                 | The Best 3                          | 12 | —   | —  |
| 1971.                                                 | Jim Reeves Writes You a Record      | 34 | —   | —  |
| 1971.                                                 | Something Special                   | 13 | —   | —  |
| 1971.                                                 | Young & Country                     | -  | —   | —  |
| 1972.                                                 | My Friend                           | 18 | —   | —  |
| 1972.                                                 | Missing You                         | 9  | —   | —  |
| 1973.                                                 | Am I That Easy to Forget?           | 11 | —   | —  |
| 1973.                                                 | Great Moments with Jim Reeves       | 32 | —   | —  |
| 1974                                                  | I'd Fight the World                 | 13 | —   | —  |
| 1975.                                                 | The Best of Jim Reeves Sacred Songs | 37 | —   | —  |
| 1975.                                                 | Songs of Love                       | 34 | —   | —  |
| 1976.                                                 | I Love You Because                  | 24 | —   | —  |
| 1976.                                                 | A Legendary Performer               | 25 | —   | —  |
| 1977                                                  | It's Nothin' to Me                  | 32 | —   | —  |
| 1978.                                                 | Jim Reeves                          | 50 | —   | —  |
| 1978.                                                 | Nashville                           | —  | —   | —  |
| 1979.                                                 | The Best 4                          | —  | —   | —  |
| 1979.                                                 | Don't Let Me Cross Over             | 23 | —   | —  |
| 1980.                                                 | There's Always Me                   | 56 | —   | —  |
| 1981.                                                 | Greatest Hits (s Patsy Cline)       | 8  | —   | —  |
| 1983.                                                 | The Jim Reeves Medley               | 65 | —   | —  |
| 1985.                                                 | Collector's Series                  | —  | —   | —  |
| 1995.                                                 | The Essential Jim Reeves            | —  | —   | —  |
| 1997.                                                 | Golden Memories                     | —  | —   | —  |
| 1998.                                                 | All Time Gospel Favorites           | —  | —   | —  |
| 1999.                                                 | Super Hits                          | —  | —   | —  |
| 1999.                                                 | Radio Days                          | —  | —   | —  |
| "—" denotes the album failed to chart or not released |                                     |    |     |    |

## Singelovi
| Godina                                                 | Single                                               | Najveća pozicija | Najveća pozicija | Najveća pozicija | Najveća pozicija | Najveća pozicija | Najveća pozicija | Album                          |
| Godina                                                 | Single                                               | US Country       | US               | CAN Country      | CAN              | UK               | NOR              | Album                          |
| ------------------------------------------------------ | ---------------------------------------------------- | ---------------- | ---------------- | ---------------- | ---------------- | ---------------- | ---------------- | ------------------------------ |
| 1953.                                                  | "Mexican Joe"                                        | 1                | 23               | —                | —                | —                | —                | Bimbo                          |
| 1954.                                                  | "Bimbo"                                              | 1                | 26               | —                | —                | —                | —                | Bimbo                          |
| 1954.                                                  | "I Love You" (s Ginny Wright)                        | 3                | —                | —                | —                | —                | —                | single only                    |
| 1954.                                                  | "Then I'll Stop Loving You"                          | 15               | —                | —                | —                | —                | —                | Bimbo                          |
| 1955.                                                  | "Penny Candy"                                        | 5                | —                | —                | —                | —                | —                | Bimbo                          |
| 1955.                                                  | "Drinking Tequila"                                   | 9                | —                | —                | —                | —                | —                | Bimbo                          |
| 1955.                                                  | "Yonder Comes a Sucker"                              | 4                | —                | —                | —                | —                | —                | Country Side                   |
| 1956.                                                  | "My Lips Are Sealed"                                 | 8                | —                | —                | —                | —                | —                | Country Side                   |
| 1956.                                                  | "According to My Heart"                              | 4                | —                | —                | —                | —                | —                | According to My Heart          |
| 1957.                                                  | "Am I Losing You"                                    | 3                | —                | —                | —                | —                | —                | single only                    |
| 1957.                                                  | "Four Walls"                                         | 1                | 11               | —                | —                | —                | —                | The Best                       |
| 1957.                                                  | "Two Shadows on Your Window"                         | 9                | —                | —                | —                | —                | —                | Up Through the Years           |
| 1958.                                                  | "Anna Marie"                                         | 3                | 93               | —                | —                | —                | —                | Girls I Have Known             |
| 1958.                                                  | "Overnight"                                          | 10               | —                | —                | —                | —                | —                | Distant Drums                  |
| 1958.                                                  | "Blue Boy"                                           | 2                | 45               | —                | —                | —                | —                | The Best                       |
| 1958.                                                  | "Billy Bayou"                                        | 1                | 95               | —                | —                | —                | —                | He'll Have to Go               |
| 1959.                                                  | "Home"                                               | 2                | —                | —                | —                | —                | —                | He'll Have to Go               |
| 1959.                                                  | "Partners"                                           | 5                | —                | —                | —                | —                | —                | He'll Have to Go               |
| 1960.                                                  | "He'll Have to Go"                                   | 1                | 2                | —                | —                | 12               | 1                | He'll Have to Go               |
| 1960.                                                  | "I'm Gettin' Better"                                 | 3                | 37               | —                | —                | —                | —                | The Intimate                   |
| 1960.                                                  | "I Missed Me"                                        | 3                | 44               | —                | —                | —                | —                | Distant Drums                  |
| 1961.                                                  | "The Blizzard"                                       | 4                | 62               | —                | —                | —                | —                | Tall Tales and Short Tempers   |
| 1961.                                                  | "What Would You Do?"                                 | 15               | 73               | —                | —                | —                | —                | The Best                       |
| 1961.                                                  | "Losing Your Love"                                   | 2                | 89               | —                | —                | —                | —                | Distant Drums                  |
| 1962.                                                  | "A Letter to My Heart"                               | 20               | —                | —                | —                | —                | —                | Distant Drums                  |
| 1962.                                                  | "I'm Gonna Change Everything"                        | 2                | 95               | —                | —                | —                | —                | Have I Told You Lately         |
| 1962.                                                  | "You're the Only Good Thing (That's Happened to Me)" | —                | —                | —                | —                | 17               | 2                | The Intimate                   |
| 1963.                                                  | "Is This Me?"                                        | 3                | 103              | —                | —                | —                | —                | The Best 2                     |
| 1963.                                                  | "Guilty"                                             | 3                | 91               | —                | —                | —                | —                | International                  |
| 1964.                                                  | "Welcome to My World"                                | 2                | 102              | —                | —                | 6                | 3                | A Touch of Velvet              |
| 1964.                                                  | "Love Is No Excuse" (s Dottie West)                  | 7                | 115              | —                | —                | —                | —                | Jim Reeves and Some Friends    |
| 1964.                                                  | "I Guess I'm Crazy"                                  | 1                | 82               | 1                | —                | —                | 2                | The Best 2                     |
| 1964.                                                  | "Not Until the Next Time"                            | —                | —                | —                | —                | 13               | 6                | Distant Drums                  |
| 1964.                                                  | "I Love You Because"                                 | —                | —                | —                | —                | 5                | 1                | Gentleman Jim                  |
| 1964.                                                  | "There's a Heartache Following Me"                   | —                | —                | —                | —                | 6                | 3                | Good 'n' Country               |
| 1965.                                                  | "I Won't Forget You"                                 | 3                | 93               | —                | —                | 3                | 1                | The Country Side               |
| 1965.                                                  | "This Is It"                                         | 1                | 88               | —                | —                | —                | 9                | Distant Drums                  |
| 1965.                                                  | "Is It Really Over?"                                 | 1                | 79               | —                | —                | —                | —                | Distant Drums                  |
| 1965.                                                  | "Rosa Rio"                                           | —                | —                | —                | —                | —                | 3                | Moonlight and Roses            |
| 1965.                                                  | "It Hurts So Much (To See You Go)"                   | —                | —                | —                | —                | 8                | 4                | The Jim Reeves Way             |
| 1965.                                                  | "How Long Has It Been"                               | —                | —                | —                | —                | —                | 9                | God Be with You                |
| 1966                                                   | "Snowflake"A                                         | 2                | 66               | —                | —                | —                | 2                | Distant Drums                  |
| 1966                                                   | "Distant Drums"                                      | 1                | 45               | —                | 27               | 1                | 2                | Distant Drums                  |
| 1966                                                   | "Blue Side of Lonesome"                              | 1                | 59               | —                | 68               | —                | —                | The Blue Side of Lonesome      |
| 1967.                                                  | "I Won't Come In While He's There"                   | 1                | 112              | —                | —                | 12               | 7                | The Blue Side of Lonesome      |
| 1967.                                                  | "The Storm"                                          | 16               | —                | —                | —                | —                | —                | The Best of Jim Reeves         |
| 1968.                                                  | "I Heard a Heart Break Last Night"                   | 9                | —                | —                | —                | —                | —                | The Best of Jim Reeves         |
| 1968.                                                  | "That's When I See the Blues"                        | 9                | —                | 5                | —                | —                | —                |                                |
| 1968.                                                  | "When You Are Gone"                                  | 7                | —                | 1                | —                | —                | —                | A Touch of Sadness             |
| 1969.                                                  | "When Two Worlds Collide"                            | 6                | —                | 4                | —                | 17               | —                | Jim Reeves Writes You a Record |
| 1970.                                                  | "Nobody's Fool"                                      | 10               | —                | 4                | —                | —                | —                | Jim Reeves Writes You a Record |
| 1970.                                                  | "Angels Don't Lie"                                   | 4                | —                | 21               | —                | —                | —                | Jim Reeves Writes You a Record |
| 1971.                                                  | "Gypsy Feet"                                         | 16               | —                | 14               | —                | —                | —                | My Friend                      |
| 1972.                                                  | "The Writing's on the Wall"                          | 15               | —                | 20               | —                | —                | —                | My Friend                      |
| 1972.                                                  | "Missing You"                                        | 8                | —                | 13               | —                | —                | —                | Missing You                    |
| 1973.                                                  | "Am I That Easy to Forget"                           | 12               | —                | 9                | —                | —                | —                | Am I That Easy to Forget       |
| 1974.                                                  | "I'd Fight the World"                                | 19               | —                | 43               | —                | —                | —                | I'd Fight the World            |
| 1975.                                                  | "You Belong to Me"                                   | 54               | —                | —                | —                | —                | —                | Love Songs                     |
| 1975.                                                  | "You'll Never Know"                                  | 71               | —                | —                | —                | —                | —                | Love Songs                     |
| 1976.                                                  | "I Love You Because"                                 | 54               | —                | —                | —                | —                | —                | I Love You Because             |
| 1977.                                                  | "It's Nothin' to Me"                                 | 14               | —                | —                | —                | —                | —                | It's Nothin' to Me             |
| 1977.                                                  | "Little Ole Dime"                                    | 23               | —                | —                | —                | —                | —                | Nashville '78                  |
| 1978.                                                  | "You're the Only Good Thing (That's Happened to Me)" | 29               | —                | —                | —                | —                | —                | Nashville '78                  |
| 1979.                                                  | "Don't Let Me Cross Over" (s Deborah Allen)          | 10               | —                | —                | —                | —                | —                | Don't Let Me Cross Over        |
| 1980.                                                  | "Oh, How I Miss You Tonight" (s Deborah Allen)       | 6                | —                | 40               | —                | —                | —                | Don't Let Me Cross Over        |
| 1980.                                                  | "Take Me in Your Arms and Hold Me" (s Deborah Allen) | 10               | —                | —                | —                | —                | —                | Don't Let Me Cross Over        |
| 1981.                                                  | "There's Always Me"                                  | 35               | —                | —                | —                | —                | —                | There's Always Me              |
| 1982.                                                  | "Have You Ever Been Lonely?" (s Patsy Cline)         | 5                | —                | 1                | —                | —                | —                | Greatest Hits                  |
| 1982.                                                  | "I Fall to Pieces" (s Patsy Cline)                   | 54               | —                | 41               | —                | —                | —                | I Fall to Pieces               |
| 1983.                                                  | "The Jim Reeves Medley"                              | 46               | —                | —                | —                | —                | —                | The Jim Reeves Medley          |
| 1984.                                                  | "The Image of Me"                                    | 70               | —                | —                | —                | —                | —                | Special Collection             |
| "—" denotes the single failed to chart or not released |                                                      |                  |                  |                  |                  |                  |                  |                                |

### B-Strana
| Godina                                                              | B-Strana                                             | Najveća pozicija | Najveća pozicija | Najveća pozicija | Originalna A-strana           |
| Godina                                                              | B-Strana                                             | US Country       | US               | NOR              | Originalna A-strana           |
| ------------------------------------------------------------------- | ---------------------------------------------------- | ---------------- | ---------------- | ---------------- | ----------------------------- |
| 1955.                                                               | "I'm Hurtin' Inside"                                 | flip             | —                | —                | "Yonder Comes a Sucker"       |
| 1956.                                                               | "The Mother of a Honky Tonk Girl"                    | flip             | —                | —                | "According to My Heart"       |
| 1957.                                                               | "Waitin' for a Train"                                | flip             | —                | —                | "Am I Losing You?"            |
| 1957.                                                               | "Young Hearts"                                       | 12               | —                | —                | "Two Shadows on Your Window"  |
| 1958.                                                               | "I'd Love You More"                                  | 8                | —                | —                | "Overnight"                   |
| 1958.                                                               | "I'd Like to Be"                                     | 18               | —                | —                | "Billy Bayou"                 |
| 1959.                                                               | "I'm Beginning to Forget You"                        | 17               | —                | —                | "Partners"                    |
| 1960.                                                               | "I Know One"                                         | 6                | 82               | —                | "I'm Gettin' Better"          |
| 1960.                                                               | "Am I Losing You" (re-recording)                     | 8                | 31               | —                | "I Missed Me"                 |
| 1961.                                                               | "Stand at Your Window"                               | 16               | —                | —                | "What Would You Do?"          |
| 1961.                                                               | "(How Can I Write on Paper) What I Feel in My Heart" | 7                | 92               | —                | "Losing Your Love"            |
| 1962.                                                               | "Adios Amigo"                                        | 2                | 90               | 2                | "A Letter to My Heart"        |
| 1962.                                                               | "Pride Goes Before a Fall"                           | 18               | —                | —                | "I'm Gonna Change Everything" |
| 1963.                                                               | "Little Ole You"                                     | 11               | —                | —                | "Guilty"                      |
| 1964.                                                               | "Good Morning Self"                                  | 43               | —                | —                | "Welcome to My World"         |
| 1970.                                                               | "Why Do I Love You (Melody of Love)"                 | flip             | —                | —                | "Nobody's Fool"               |
| "—" označava da single nije uspio na ljestvici ili se nije objavila |                                                      |                  |                  |                  |                               |

- A"Snowflake" je došlo na  #9 mjesto na ljestvici RPM Adult Contemporary Tracks u Kanadi.